# Chaco Chico
Paraje Chaco Chico es  una localidad argentina ubicada en el Departamento La Capital de la Provincia de Santa Fe. Se halla sobre la laguna Setúbal, 3 km al este de Ángel Gallardo y 12 km al norte del centro de Santa Fe.
La villa depende de la comuna de Monte Vera, pero está fuertemente influenciada por la Ciudad de Santa Fe, con la cual se halla conectada por la avenida General Paz. En su calle principal se estaba construyendo un bulevar con pérgola en 2012. Es considerada una zona marginal. Cuenta con servicio de agua potable.

## Población
Cuenta con 139 habitantes (Indec, 2010), lo que representa un incremento del 17% frente a los 119 habitantes (Indec, 2001) del censo anterior.